# Thinley Dorji
Thinley Dorji (sinh ngày 5 tháng 5 năm 1995) là một cầu thủ bóng đá người Bhutan, hiện tại thi đấu cho Yeedzin. Anh ra mắt lần đầu cho Đội tuyển bóng đá quốc gia Bhutan năm 2012.